# 马若尔萨利斯
马若尔萨利斯（葡萄牙語：Major Sales）是巴西北大河州的一个市镇。总面积31.971平方公里，总人口3095人，人口密度96.8人/平方公里。